# Лі Сяолу
Лі Сяолу (кит.: 李晓璐, нар. 7 листопада 1992) — китайська спортсменка, спеціалістка з синхронного плавання, срібна призерка Олімпійських ігор 2016 року.

## Виступи на Олімпіадах
| Олімпіада           | Дисципліна | Місце |
| ------------------- | ---------- | ----- |
| Ріо-де-Жанейро 2016 | групи      | 2     |

## Зовнішні посилання
- Лі Сяолу — олімпійська статистика на сайті Sports-Reference.com (англ.) (архівна версія)